# Якубович-Ясний Одіссей Вікторович
Якубович-Ясний Одіссей Вікторович — російський кінознавець. Кандидат мистецтвознавства.
Народився 29 травня 1925 р. Закінчив Всесоюзний державний інститут кінематографії (1952).
Брав участь у складанні довідників «Советские художественные фильмы» (Т. 1—5, М., 1961—1979), де згадуються й стрічки, зняті в Україні, «Режиссеры советского художественного кино» (М., 1963).
У співавторстві з М.Заком та Л. Парфеновим написав книгу «Игорь Савченко» (М., 1959).